# Barreirosuchus
Barreirosuchus is een geslacht van uitgestorven trematochampside Notosuchia, bekend uit het Laat-Krijt van de staat São Paulo, in het zuidoosten van Brazilië. Het bevat als enige soort Barreirosuchus franciscoi. Het lijkt het meest op Caririsuchus camposi uit het Araripe-bekken en Itasuchus jesuinoi ook uit het Bauru-bekken, en deelt met hen verschillende synapomorfieën.

## Ontdekking
Barreirosuchus is alleen bekend van het holotype-exemplaar MPMA-04-0012/00, een onvervormd achterste gedeelte van de schedel met zes tanden en een reeks van vier wervels, twee dorsale en twee sacrale. Het werd gevonden op vier kilometer van de provincie Monte Alto, in de helling van de Serra do Jabuticabal, in het landelijke gebied van Monte Alto, São Paulo. Het werd verzameld uit de Adamantina-formatie van het Bauru-bekken, dat dateert uit het Turonien en Santonien van het Laat-Krijt.

### Etymologie
Barreirosuchus werd voor het eerst benoemd in 2012 door Fabiano Vidoi Iori en Karina Lucia Garcia en de typesoort is Barreirosuchus franciscoi. De geslachtsnaam is afgeleid van de naam van het landelijke district Barreiro, waar het holotype werd gevonden, en het Griekse souchos wat 'krokodil' betekent. De soortaanduiding eert de paleontoloog Cledinei Aparecido Francisco van het Museu de Paleontologia de Monte de Alto, voor zijn technische ondersteuning tijdens het opgraven van het holotype.

## Beschrijving
Hoewel het holotype-exemplaar onvolledig is, wordt de volledige schedel van Barreirosuchus geschat op ongeveer vijftig centimeter lang. Het hele lichaam kan ongeveer vier meter lang zijn geweest, waardoor Barreirosuchus een van de langste trematochampsiden is. De schedel is wat hoog zoals bij andere krokodilvormen uit het Krijt, maar is ook erg breed. Het versmalt naar voren, wat suggereert dat het hele hoofd ongeveer driehoekig van vorm was. Sommige beennaden tussen botten in de schedel zijn versmolten, wat aangeeft dat MPMA-04-0012/00 volwassen was toen hij stierf. De geconserveerde tanden zijn stomp en afgerond.

## Paleo-omgeving
Men denkt dat Barreirosuchus semi-aquatisch was, net als moderne krokodilachtigen. In tegenstelling tot de landbewonende krokodilvormen met een hoge schedel die zijn leefgebied deelden, had Barreirosuchus een verticaal afgeplatte schedel. Zijn ogen waren naar boven gericht en hoger geplaatst dan het grootste deel van de schedel, waardoor het dier zijn ogen boven het wateroppervlak kon houden als het zich in een meer of rivier bevond. Het holotype-exemplaar van Barreirosuchus werd ook gevonden in de buurt van een schildpadrib en een losse krokodilachtige tand, een bewijs dat de overblijfselen bewaard zijn gebleven in een aquatische habitat. Overblijfselen van landbewonende krokodilachtigen zijn overvloedig en goed bewaard gebleven in het Bauru-bekken, terwijl fossielen van aquatische en semi-aquatische organismen zeldzamer zijn en vaak uit verband liggen. Vóór de ontdekking van Barreirosuchus waren de enige bekende semi-aquatische krokodillen uit het Bauru-bekken Itasuchus jesuinoi en Goniopholis paulistanus, en beide waren alleen bekend van losse botten. Iori en Garcia stelden voor dat landbewonende krokodilachtigen beter bewaard bleven omdat ze beter aangepast waren aan droogte, mogelijk als de regenval laag was. Als ze in holen stierven, was de kans groter dat hun skelet intact bleef. Een semi-aquatisch dier als Barreirosuchus daarentegen zou op een blootgestelde locatie sterven als het water waarin het leefde opdroogde. Aaseters konden dan de overblijfselen hebben verstoord en de botten hebben verspreid.